# Olympische Winterspiele 2026/Skibergsteigen
Bei den Olympischen Spielen 2026 in Mailand und Cortina d’Ampezzo werden vom 19. bis 21. Februar erstmals in der olympischen Geschichte Wettbewerbe im Skibergsteigen ausgetragen. Neben jeweils einem Sprintwettkampf für Männer und Frauen werden auch Medaillen in der Mixed-Staffel vergeben. Austragungsort wird die Gemeinde Bormio sein.

## Zeitplan
| Zeitplan Skibergsteigen | Zeitplan Skibergsteigen | Zeitplan Skibergsteigen | Zeitplan Skibergsteigen |
| Wettbewerbe             | Februar 2026            | Februar 2026            | Februar 2026            |
| Wettbewerbe             | 19.                     | 20.                     | 21.                     |
| ----------------------- | ----------------------- | ----------------------- | ----------------------- |
| Sprint Männer           |                         |                         |                         |
| Sprint Frauen           |                         |                         |                         |
| Mixed-Staffel           |                         |                         |                         |
| Entscheidungen          | 2                       | 0                       | 2                       |

|  | Qualifikation |  | Medaillenentscheidung |

## Qualifikation
| Nation         | Männer | Frauen | Mixed | Quotenplätze |
| -------------- | ------ | ------ | ----- | ------------ |
| Frankreich     | 2      | 2      | X     | 5            |
| Italien        | 1      | 1      | X     | 3            |
| Schweiz        | 0      | 1      |       | 1            |
| Spanien        | 2      | 1      | X     | 4            |
| Gesamt: 4 NOKs | 5      | 5      | 3     | 13           |